# Saison 4 de Doraemon / Saison 1 de Doraemon (2005)
 (octobre 2014).
Si vous disposez d'ouvrages ou d'articles de référence ou si vous connaissez des sites web de qualité traitant du thème abordé ici, merci de compléter l'article en donnant les références utiles à sa vérifiabilité et en les liant à la section « Notes et références ».
Chronologie
Saison 3 Saison 5
Cet article présente le guide des épisodes de la première saison de l'anime Doraemon (2005).
- En France, 26 épisodes ont été licenciés et diffusés à la télévision jusqu'à ce jour. Selon l'ordre des épisodes en France, elle est la quatrième saison de l'anime Doraemon .

## Épisode 1:Lentement, et en vitesse!
- France : 3 novembre 2014 sur Boing

## Épisode 2:La femme de Nobi
- France : 3 novembre 2014 sur Boing

## Épisode 3:L'interrupteur du dictateur (Partie 1)
- France : 4 novembre 2014 sur Boing

## Épisode 4:L'interrupteur du dictateur (Partie 2)
- France : 4 novembre 2014 sur Boing

## Épisode 5:La machine à ondes sonores insupportables
- France : 5 novembre 2014 sur Boing

## Épisode 6:Le Pass Tout-Puissant
- France : 5 novembre 2014 sur Boing

## Épisode 7:Le mouchoir du temps
- France : 6 novembre 2014 sur Boing

## Épisode 8:Le pissenlit
- France : 6 novembre 2014 sur Boing

## Épisode 9:La grande stratégie d'espionnage
- France : 7 novembre 2014 sur Boing

## Épisode 10:Salut, les extraterrestres
- France : 7 novembre 2014 sur Boing

## Épisode 11:Le pays souterrain de Nobi (Partie 1)
- France : 8 novembre 2014 sur Boing

## Épisode 12:Le pays souterrain de Nobi (Partie 2)
- France : 8 novembre 2014 sur Boing

## Épisode 13:L'échange de corps
- France : 9 novembre 2014 sur Boing

## Épisode 14:Jaïko, la dessinatrice de mangas
- France : 9 novembre 2014 sur Boing

## Épisode 15:Doraemon est partout
- France : 10 novembre 2014 sur Boing

## Épisode 16:Le parfum du cœur
- France : 10 novembre 2014 sur Boing

## Épisode 17:L'amour au premier miaulement
- France : 11 novembre 2014 sur Boing

## Épisode 18:La collection de capsules
- France : 11 novembre 2014 sur Boing

## Épisode 19:De drôles de parapluies
- France : 12 novembre 2014 sur Boing

## Épisode 20:Les biscuits de transformation
- France : 12 novembre 2014 sur Boing

## Épisode 21:Adieu Shizuka
- France : 13 novembre 2014 sur Boing

## Épisode 22:Entrée en scène de l'escadron intensificateur d'émotions
- France : 13 novembre 2014 sur Boing

## Épisode 23:Le cercle de l'amitié
- France : 14 novembre 2014 sur Boing

## Épisode 24:Le bâton chut-chut
- France : 14 novembre 2014 sur Boing

## Épisode 25:L'abatteur
- France : 15 novembre 2014 sur Boing

## Épisode 26:Le lac du bûcheron
- France : 15 novembre 2014 sur Boing